# Rada Regencyjna (Rumunia)
Rada Regencyjna Rumunii – instytucja sprawująca władzę regencyjną w Rumunii, dwukrotnie – w 1866 roku i w latach 1927–1930.
1866 – po obaleniu księcia Aleksandra Jana Cuzy władzę przejęła Rada Regencyjna w składzie: Lascăr Catargiu, Nicolae Golescu, Nicolae Haralambie (1866) – sprawowała władzę do koronacji Karola I
1927–1930 – po śmierci króla Fredynanda I 22 lipca 1927  w imieniu niepełnoletniego króla Michała I władzę w Rumunii objęła Rada Regencyjna w składzie: książę Mikołaj, patriarcha Miron Cristea i I prezes Sądu Kasacyjnego Gheorghe Buzdugan (zastąpił go po śmierci w 1929 Constantin Sărățeanu). Rada Regencyjna zakończyła rządy 7 czerwca 1930 roku, gdy nowym królem został Karol II – ojciec Michała I.